# Лафонтен, Жан де
Жан де Лафонте́н (фр. Jean de La Fontaine, 8 июля 1621, Шато-Тьерри — 13 апреля 1695, Париж) — французский писатель, видный деятель «Великого века». Известен в первую очередь как автор басен, нескольких сборников сказок и повести «Любовь Психеи и Купидона».

## Биография
Отец его служил по лесному ведомству, и Лафонтен провёл детство среди лесов и полей. В двадцать лет он вступил в братство ораторианцев для подготовки к духовному званию, но больше занимался философией и поэзией. По его собственному признанию, особенно увлекался «Астреей» Д’Юрфе. Именно либретто оперы Коласса «Астрея» оказалось последним сочинением Лафонтена (постановка 1691 года обернулась полным провалом).
В 1647 году отец Лафонтена передал ему свою должность и убедил жениться на четырнадцатилетней девушке Мари Эрикар. Но Лафонтен довольно легкомысленно отнёсся как к служебным, так и к семейным обязанностям, и вскоре уехал в Париж, где прожил всю жизнь среди друзей, поклонников и поклонниц его таланта. О своей семье он забывал целыми годами и лишь изредка, по настоянию друзей, возвращался на короткое время на родину.
Сохранилась его переписка с женой, которую он делал поверенной своих многочисленных романтических приключений. На своих детей он так мало обращал внимания, что, встретившись в одном доме со своим взрослым сыном, даже его не узнал. В Париже Лафонтен имел блестящий успех; Фуке назначил ему крупную пенсию. Жил он в Париже сначала у герцогини Бульонской, но когда последняя умерла, был удалён из её дома, после чего встретил своего знакомого д’Эрвара (d’Hervart), предложившего ему поселиться у него. «Я как раз туда и направлялся», — гласил якобы наивный ответ баснописца.
Версия о том, что в 1659—1665 годах Лафонтен поддерживал приятельские отношения с Мольером, Буало и Расином, выглядит сомнительной. В числе друзей Лафонтена определённо были принц Конде, Франсуа Ларошфуко, Жедеон Таллеман де Рео, мадам де Лафайет и др. К королевскому двору, однако, он не имел доступа, так как Людовик XIV не любил весьма легкомысленного и не признававшего никаких обязательств поэта. Это обстоятельство замедлило также избрание Лафонтена во Французскую академию, членом которой он стал только в 1684 году. В ходе «спора о древних и новых» Лафонтен не без колебаний встал на сторону первых. Под влиянием мадам де Саблиер в последние годы жизни он преисполнился благочестия и отрёкся от наиболее легкомысленных своих сочинений.
В середине декабря 1692 года Лафонтен тяжело заболевает. Он совершенно падает духом и теряет вкус к жизни и мирским утехам. Вспомнив своё увлечение теологией в молодости, он принимается за Евангелия и перечитывает их многократно. Ему не даёт покоя вопрос существования рая и ада. Автор фривольных рассказов задумывается, грозит ли ему вечное наказание, выражая раскаяние за свои фривольные, по его мнению, произведения.
Умер в Париже 13 апреля 1695 года. Согласно свидетельству о смерти, был похоронен на кладбище Невинных. При ликвидации кладбища надгробие Лафонтена переместили в музей памятников. В 1817 году его предполагаемые останки были перезахоронены на кладбище Пер-Лашез.

## Творчество

### Ранние произведения

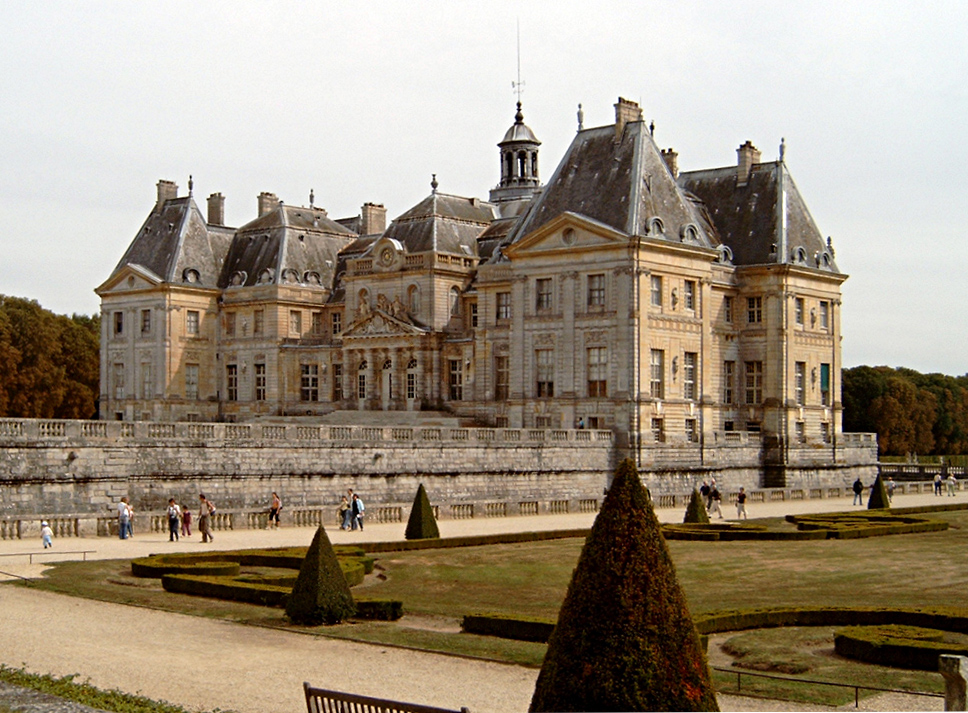
Дворец Во-ле-Виконт. Современный вид

Первое опубликованное сочинение Лафонтена — комедия «Евнух» (Eunuque, 1654), представлявшая собой переработку одноимённого сочинения Теренция. В 1658 году Лафонтен преподнёс своему покровителю Фуке поэму «Адонис» (Adonis), написанную под влиянием Овидия, Вергилия и, возможно, Марино. Став на время «официальным» поэтом Фуке, Лафонтен взялся за описание принадлежавшего министру дворца в Во-ле-Виконт. Поскольку пришлось описывать ещё не завершённый архитектурно-парковый ансамбль, Лафонтен построил свою поэму в форме сновидения (Songe de Vaux). Однако из-за опалы Фуке работа над книгой была прервана. В 1662 году поэт позволил себе вступиться за своего покровителя в адресованной королю оде (l’Ode au Roi), а также в «Элегии к нимфам Во» (L’elégie aux nymphes de Vaux). Этим поступком он, по-видимому, навлёк на себя гнев Кольбера и короля.

### «Сказки»
«Сказки» начали выходить с 1664 года. В первый сборник вошли две сказки — «Джокондо» (Joconde) и «Побитый и довольный рогоносец»; первая из них, основанная на одном из эпизодов поэмы Ариосто «Неистовый Роланд», вызвала оживленную литературную полемику. Последующие выпуски «Сказок» публиковались в 1665, 1671 и 1674 годах. Сюжеты их Лафонтен черпал из Боккаччо и сборника «Сто новых новелл». В представлении Лафонтена важнейшей особенностью жанра должно было стать стилистическое и сюжетное разнообразие. Из всех сказок наиболее фривольный характер носили «Новые сказки», которые спровоцировали многочисленные упреки в непристойности и сразу же оказались под запретом. Интересно, что одновременно со сказками Лафонтен работал над сочинениями благочестивого характера, отчасти отмеченными влиянием янсенизма, в том числе над «Поэмой о пленении Св. Малха» (Poème de la captivité de saint Malc, 1671) .

### Публикация «Басен»
Значение Лафонтена для истории литературы заключается в том, что он создал новый жанр, заимствуя внешнюю фабулу у древних авторов (в первую очередь — Эзопа и Федра; кроме того, Лафонтен черпал из «Панчатантры» и некоторых итальянских и латинских авторов Возрождения). В 1668 году появились первые шесть книг басен, под скромным заглавием: «Басни Эзопа, переложенные на стихи г-ном де Лафонтеном» (Fables d’Esope, mises en vers par M. de La Fontaine). Именно в первый сборник вошли знаменитые, переложенные впоследствии И. А. Крыловым «Ворона и Лисица» (точнее, «Ворон и Лис», Le Corbeau et le Renard) и «Стрекоза и Муравей» (точнее, «Цикада и Муравьиха», La Cigale et la Fourmi).
Второе издание, включавшее уже одиннадцать книг, вышло в 1678 году, а третье, с включением двенадцатой и последней книги — в конце 1693 года. Первые две книги носят более дидактический характер; в остальных Лафонтен становится всё более свободным, соединяет дидактику с передачей личного чувства.

### Своеобразие дидактизма
Лафонтен менее всего моралист и, во всяком случае, мораль его не возвышенная; он учит трезвому взгляду на жизнь, уменью пользоваться обстоятельствами и людьми, и постоянно рисует торжество ловких и хитрых над простоватыми и добрыми; сентиментальности в нём абсолютно нет — его герои те, кто умеет устроить свою судьбу. Уже Руссо, а за ним и Ламартин, выражали сомнение: насколько полезны басни Лафонтена детям, не приучают ли они читателя к неизбежности порока в не ведающем жалости мире? Особенно категорично на этот счёт высказался В. А. Жуковский: «Не ищите в баснях его морали — её нет!». Иногда мораль «Басен» сравнивают с заветами Эпикура: необходимость умеренности и мудро-невозмутимого отношения к жизни. В басне «Гороскоп» — сатире на астрономов — Лафонтен утверждает, что движение планет, сияние солнца, смена времен года совершаются по своим, не зависящим от человека законам. Подобные мысли встречаются у Франсуа Бернье. Утверждая божественное происхождение мира, философ вместе с тем не отрицает наличие реальных естественных причин, обусловливающих явления.

### Поэтика
Художественному значению басен Лафонтена способствует также красота поэтических вступлений и отступлений Лафонтена, его образный язык, особое искусство передавать ритмом движения и чувства и вообще удивительное богатство и разнообразие поэтической формы.
Басни Лафонтена написаны в большинстве случаев вольным стихом; в XVII веке сам по себе стихотворный характер этого жанра приветствовался не всеми — басня воспринималась прежде всего как назидание. Также он усложнил отношение между сюжетной частью и моралью.
Ю. Б. Виппер, намечая моменты становления классицизма в XVII веке и некоторые тенденции в его будущем развитии, пытается определить предшественников Лафонтена и те идеологические и поэтологические черты, которые разовьются и выразятся у него в формах, совершенных и специфичных для его творчества: демократизм Шаррона (противопоставленный аристократизму Дю Вера), влияние которого сказалось в первой книге лафонтеновских басен 1668 г.; «esprit gaulois» («галльский дух»), «дар тонкого комплимента, игривой шутки», ирония и художественный такт chansons и мелких стихотворений Филиппа Депорта; восходящая к Клеману Маро и к анакреонтике Плеяды эпикурейская традиция поэзии Пьера Мотена, продолженная в Contes; художественная манера сатир Ренье, сказавшаяся в лирике Лафонтена. В вопросе об отношении к традиции — прообразе спора о «древних» и «новых» — Лафонтен также наследует Ренье, который (в противоположность Малербу, «пренебрегавшему национальным» и считавшему, что сочинения, чтобы быть доходчивыми, «пленять […] чистотой […] и ясностью легких фраз» (Н. Буало), должны содержать minimum античной мифологии) предпочитал «гармоническое [его] решение», синтез: следуя принципу имитации древних образцов, учитывал и национальную традицию.

### «Любовь Психеи и Купидона»

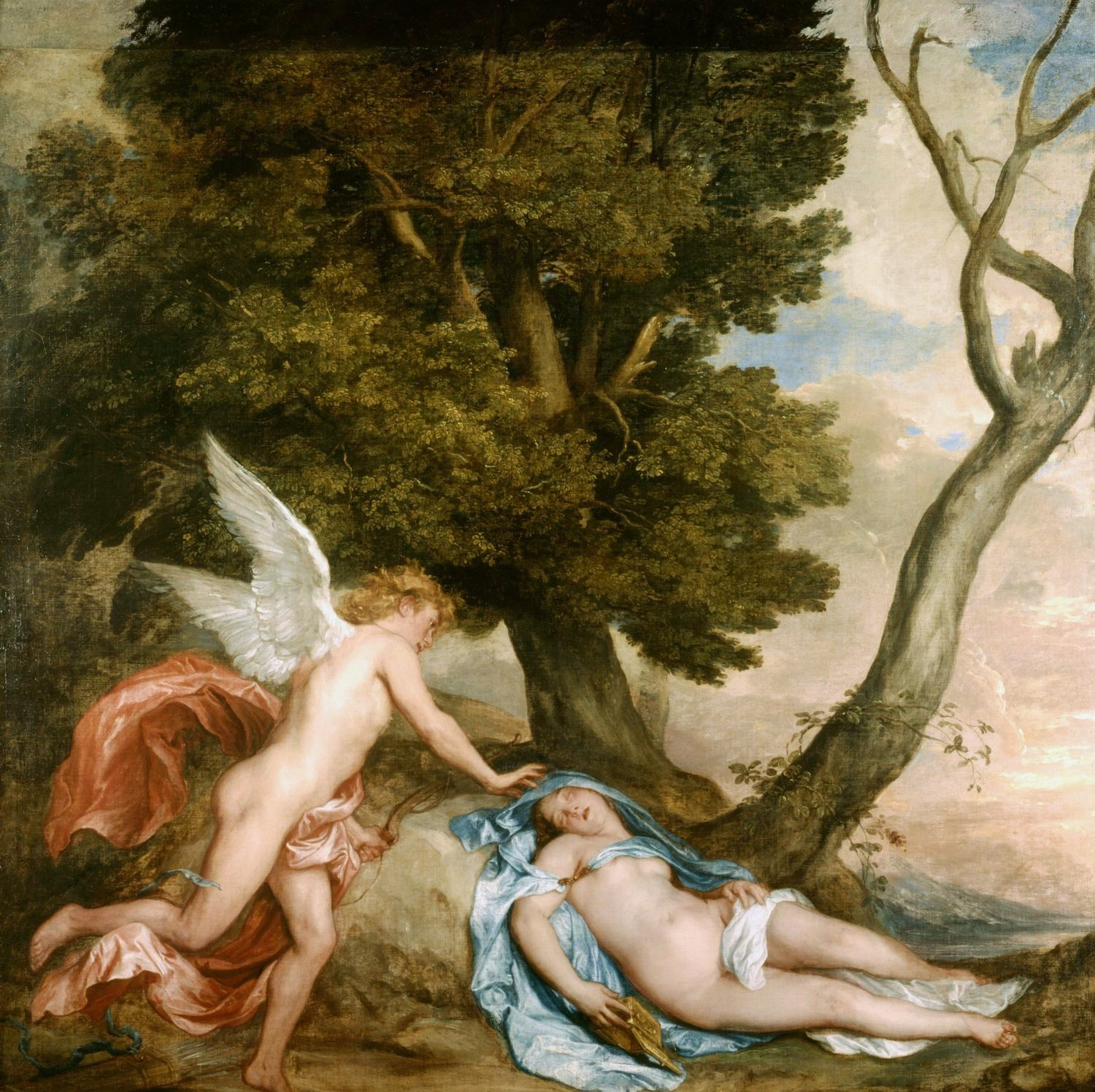
А. Ван Дейк. Амур и Психея. Ок. 1638

Данью галантной литературе стало прозаическое произведение Лафонтена — повесть «Любовь Психеи и Купидона» (Les amours de Psyché et de Cupidon, 1662), являющаяся переработкой четвёртой и пятой книг романа Апулея «Золотой осёл». Хорошо известный тогдашнему читателю сюжет Лафонтен изложил в изысканной форме, напоминающей оперную постановку. Книга произвела большое впечатление на русского писателя И. Ф. Богдановича, создавшего свою поэму «Душенька» (1773) на основе того же сюжета.

### «Поэма о хинном дереве»
Лафонтен пробовал свои силы в жанре естественнонаучной поэмы, популярном в эпоху Возрождения и восходящем к Лукрецию. Его «Поэма о хинном дереве» (Poème du Quinquina, 1682) читается, как своеобразная реклама нового лекарственного средства (завозить кору в Европу начали именно в середине XVII века при содействии Людовика XIV).

### Комедия
Во второй половине 1680-х Лафонтен пишет в сотрудничестве с актёром Шарлем Шевийе де Шанмеле комедии «Раготен» [1684] на сюжет Скаррона, «Флорентиец» [1685] и «Волшебный кубок» [1688] на сюжет Ариосто. Исследователи отмечали, что Лафонтен пробовал себя в различных жанрах, в точнее чуждых его таланту, и объясняли это потребностью в разнообразии.
По свидетельству Дюбо, «…когда Лафонтен вздумал сочинять комедии, они шли под непрерывный свист партера; судьба его опер тоже всем известна».
Комедия «Волшебный кубок» была переведена на русский язык, и этот анонимный перевод был напечатан в 1788 году Николаем Новиковым без указания авторства.

## Пушкин и Лафонтен
В стихотворении «Городок», отзываясь о своих любимых книгах, Пушкин в шутливом тоне пишет и о французском писателе. Лафонтен для него — прежде всего автор басен, которые входили в программу лицейского обучения. Здесь заметно также восприятие Лафонтена сквозь призму поэзии рококо:
И ты, певец любезный,

Поэзией прелестной

Сердца привлёкший в плен,

Ты здесь, лентяй беспечный,

Мудрец простосердечный,

Ванюша Лафонтен!
Фонтан «Девушка с кувшином» в Царском Селе (П. П. Соколов, 1816), созданный по мотивам басни Лафонтена «Молочница, или Кувшин с молоком», описан в стихотворении А. С. Пушкина «Царскосельская статуя» (1830).

## Крылов и Лафонтен
В 1805 году молодой И. А. Крылов показал выполненный им перевод двух басен Лафонтена: «Дуб и трость» (Le Chene et le Roseau) и «Разборчивая невеста» (La Fille) известному поэту И. И. Дмитриеву, который одобрил его работу. В январе 1806 года басни были напечатаны в первом номере журнала «Московский зритель»; так начался путь Крылова-баснописца. Проблеме адаптации сюжетов басен Лафонтена Иваном Андреевичем Крыловым посвятил один из последних своих докладов выдающийся русский филолог Сергей Аверинцев.

## Некоторые известные басни
- Астролог, упавший в колодец
- Волк и Пес
- Волк и Цапля
- Волк и ягнёнок
- Волк, Коза и Козлёнок
- Волк-пастух
- Ворон и лисица
- Воры и осёл
- Голубка и муравей
- Два Козлика
- Два осла
- Две крысы, яйцо и лиса
- Дуб и Тростинка
- Заяц и черепаха
- Козёл и лисица
- Конь и осел
- Коршун и соловей
- Крольчонок, Ласка и Кот
- Кузнечик и муравей
- Купец, дворянин, пастух и королевский сын
- Лебедь и повар
- Лев и комар
- Лев и Мышь
- Лис и Козел
- Лис и Цапля
- Лисица и виноград
- Лошадь и осёл
- Любовь и безумие
- Лягушка и крыса
- Молочница и кувшин
- Море и пчела
- Мышь, превращённая в девушку
- Ничего сверх меры
- Обезьяна и дельфин
- Обезьяна и кот
- Обезьяна и леопард
- Оракул и безбожник
- Орлица и жук
- Откупщик и сапожник
- Пастух и лев
- Пастух и море
- Паук и ласточка
- Петух и жемчужина
- Подагра и паук
- Полевой мышонок в гостях у городского
- Рыбы и баклан
- Учитель и ученик
- Священник и покойник
- Скупой и курица
- Смерть и дровосек
- Смерть и умирающий
- Собака с хозяйским обедом
- Совет мышей
- Старик и трое молодых
- Фортуна и мальчик
- Шершни и пчёлы
- Школьник, наставник и хозяин сада

## Современные издания сочинений Лафонтена
- Oeuvres completes: Fables et Contes. Ed. J.-P. Collinet. — P.: Gallimard (collection «Pléiade»). — 1991.
- Le Songe de Vaux. — Geneve-Paris: Droz-Minard. — 1967.
- Басни. — М.: ЭКСМО-Пресс. — 1999.
- Любовь Психеи и Купидона. Басни. — М.: ЭКСМО-Пресс. — 2006.